# Tc 1
Tc 1 (Thackeray 1) ist ein etwa 12.000 Lichtjahr entfernter Planetarischer Nebel mit einem scheinbaren Durchmesser von 12″,9 × 12″,2. In diesem wurden 2010 die ersten Fullerene im Weltraum mit dem Spitzer-Weltraumteleskop gefunden. Somit handelt es sich bei diesen Molekülen um die größten im Weltraum nachgewiesenen.